# Julyan Holmes

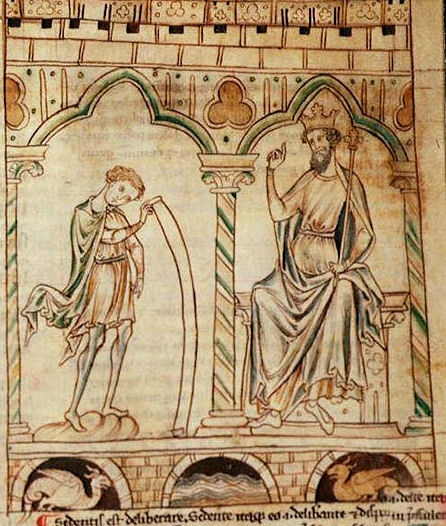
Merlino riferisce una sua profezia al capo britannico Vortigern.

Julyan Holmes (1948) è uno scrittore britannico in lingua cornica.

## Biografia
Si occupa soprattutto di letteratura cornica moderna e di toponomastica della Cornovaglia. Notevole la sua "ritraduzione" in cornico, accompagnata dalla sua traduzione in inglese, del poema latino medievale del XII secolo La profezia di Merlino di Giovanni di Cornovaglia, allora traduzione latina di un poema originale in cornico, da lungo tempo perduto.
È membro del Gorseth Kernow (Festival della Cornovaglia), con il nome d'arte bardico di Blew Melen (Capelli Biondi).

## Opere
- An Lef Kernewek, Redruth 1973

(rivista, oggi non più pubblicata, che contiene alcune sue poesie)
- J.H., 1000 Cornish Place Names Explained, Dyllansow Truran, Redruth 1983. ISBN 0-907566-76-6
- Johannes Cornubiensis (Yowann Kernow/John of Cornwall); Julyan Holmes, trans. An darghan a Verdhin / The prophecy of Merlin, treylyes dhe Gernewek ha dhe Sowsnek a'n Latin a'n 12ves kansblyden gans / translated into Cornish and into English from the 12th century Latin; Kesva an Taves Kernewek / The Cornish Language Board, Gwinear 1988. ISBN 0-907064-83-3 (testo completo parallelo inglese/cornico)
- J.H., 1000 Cornish Place Names Explained, Hyperion 1989. ISBN 0-907566-76-6
- Johannes Cornubiensis; Julyan Holmes, trans. An darghan a Verdhin / The prophecy of Merlin, 2nd ed.; Kesva an Taves Kernewek / The Cornish Language Board, Gwinear 2001. ISBN 1-902917-19-7
- Nothing broken: recent poetry in Cornish, edited by Tim Saunders; Francis Boutle, London 2006. ISBN 1-903427-30-4

(antologia che contiene alcune sue poesie)